# Eva Zeisel
Eva Striker Zeisel (13. listopadu 1906, Budapešť – 30. prosince 2011, New York) byla americká průmyslová designérka narozená v uherské Budapešti. Je známá především svými keramickými díly, která vznikla po její emigraci do Spojených států amerických. Její díla často zobrazují abstrakce ze světa přírody nebo mezilidských vztahů. Práce z celé její fenomenální kariéry jsou součástí uměleckých sbírek po celém světě. Sama sebe považovala za výrobkyni „užitečných věcí“.

## Život

### Rodina, dětství astudium
Narodila se roku 1906 do zámožné, vysoce vzdělané židovské rodiny. Její matka, historička Laura Polanyi Striker, byla první ženou, která získala doktorát na Budapešťské univerzitě. Lauřina práce o dobrodružstvích kapitána Johna Smithe v Uhersku zásadní měrou přispěla k porozumění, pochopení a uznání kapitána Smithe jako spolehlivého vypravěče. Lauřini bratři – sociolog a ekonom Karl Polanyi a fyzikální chemik a filozof vědy Michael Polanyi – jsou rovněž ve svých oborech významnými osobnostmi.
Navzdory úspěchům jejích rodinných příslušníků na poli vědy cítila Eva vždy hlubokou náklonnost k umění. V sedmnácti letech nastoupila na Maďarskou akademii výtvarných umění (maďarsky Magyar Képzőművészeti Akadémia), kde začala studovat malířství. Posléze se však rozhodla věnovat praktičtějšímu oboru a nastoupila k mistrovi hrnčířského cechu – Jakobu Karapancsikovi. Od něj se naučila práci s keramikou od úplných základů. Po vystudování si našla práci u německých výrobců keramiky. Byla první ženou, která byla coby tovaryš členkou maďarského cechu kominíků, pecařů, pokrývačů, kopáčů studen a hrnčířů.

### Počátky kariéry, uvěznění aemigrace
V roce 1928 začala Eva Striker pracovat v továrně Schramberger Majolikafabrik v německém Schwarzwaldu. Za dva roky zde vytvořila množství hravě-geometrických návrhů jídelních a čajových servisů, váz, kalamářů a jiných keramických předmětů, často inspirovaných moderní architekturou. Roku 1930 odešla do Berlína, kde pracovala jako návrhářka v Carstens-Fabrik.
Po téměř dvou letech života mezi intelektuály a umělci v dekadentním Berlíně se rozhodla, že ve svých 26 letech navštíví Rusko. Odjela v roce 1932 a zůstala tam pět let.
V Rusku si prošla několika angažmá – od dohlížení nad ukrajinskými porcelánkami až po návrhářství pro Lomonosovovu továrnu a továrnu Dulevo. Dne 26. května 1936, během svého pobytu v Moskvě, byla zatčena kvůli falešnému obvinění ze spoluúčasti na atentátu proti Stalinovi. Ve vězení strávila šestnáct měsíců, dvanáct z nich v samovazbě. V září roku 1937 byla vyhoštěna a deportována do Vídně. Některé z jejích vězeňských zážitků se staly základem známého protistalinovského románu Tma o polednách, napsaného jejím přítelem z dětství – Arthurem Koestlerem. Ve Vídni potkala svého budoucího manžela Hanse Zeisela. Několik měsíců po příjezdu do Vídně bylo Rakousko obsazeno nacisty, Eva odjela posledním vlakem z Rakouska a dále až do Anglie. Zde se znovu setkala s Hansem a společně emigrovali do USA.

### Vrchol kariéry a konec života

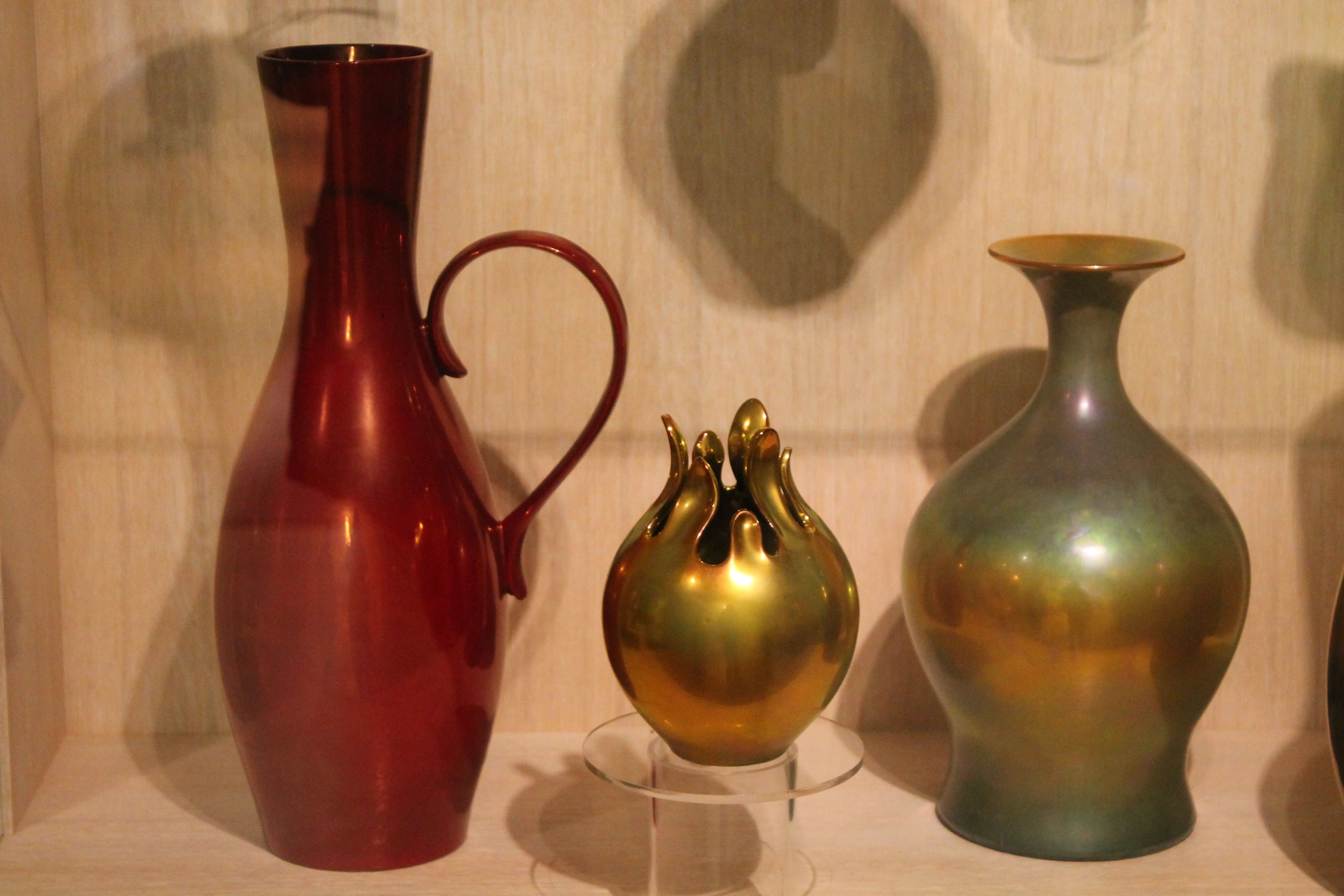
Ukázky designu Evy Zeisel v Zsolnayově továrně, Pécs, Maďarsko

Kariéra Evy Zeisel se v zámoří dále rozvíjela. Pracovala jako návrhářka pro společnosti Hall China, Rosenthal China, Castleton China, Western Stoneware, Federal Glass, Heisey Glass nebo Red Wing Pottery a k tomu vedla na newyorském Pratt Institute kurz užitné keramiky. Roku 1946 se v Muzeu moderního umění (MOMA) konala její výstava Eva Zeisel: Designer for Industry. Jednalo se o první výstavu moderní keramiky od návrhářky ženského pohlaví, která se v MOMA konala.
V 60. a 70. letech 20. století se nevěnovala designu, ale pracovala na psaných dílech na téma amerických dějin. K designu se vrátila v letech osmdesátých. Mnohé z jejích pozdních návrhů se dočkaly podobného uznání jako její raná díla. V pozdním období kariéry navrhovala sklo, porcelán, nábytek, lampy, dárkové předměty, čajové konvice nebo jídelní sady.
Čínská čajová sada podle návrhu Evy Zeisel se v roce 2000 vyráběla v Lomonosovově továrně v Petrohradu, americká společnost Leucos roku 2012 představila novou řadu skleněných svítidel podle jejího návrhu. Reprodukce jejích dřívějších děl je možné zakoupit v prodejnách MOMA, Brooklynského muzea, Neue Galerie a jiných muzejních obchodech.
Předměty podle návrhů Evy Zeisel jsou navrženy k používání. Inspiraci pro smyslné tvary výrobků si často brala z křivek lidského těla. Příklon k organickým tvarům je u ní zřejmě dán reakcí na umění Bauhausu, které bylo populární v období začátku její kariéry. Její smysl pro barvy a tvary, stejně jako časté používání ptačích motivů, odkazuje na oblast maďarského folklórního umění, jímž byla v mládí ovlivněna. Ve většině případů jsou výrobky – ať už se jedná o dřevo, plast, porcelán nebo sklo – navržené Evou Zeisel součástí sady. Mnohé z nich pak do sebe vzájemně zapadají, čímž je při jejich skladování ušetřen prostor.
Mezi její nejžádanější návrhy se řadí excentrické biomorfní nádobí Town and Country (česky Město a Vesnice), vyráběné firmou Red Wing Pottery v roce 1947. Součástí této sady je ikonická solnička a pepřenka Mother and Child (česky Matka a Dítě).

### Osobní život
Eva vychovala s Hansem dvě děti – dceru Jean (* 1940) a syna Johna (* 1944). V dokumentárním snímku Throwing Curves: Eva Zeisel popisují Jean i John bouřlivý vztah jejich rodičů během 40. a 50. let, kdy byly obě děti malé. John ve filmu říká, že oba jeho rodiče jsou dominantní osobnosti a často mezi nimi docházelo ke střetům.

## Muzea a výstavy
Díla Evy Zeisel jsou součástí stálých expozic mnoha muzeí, z nejznámějších můžeme uvést Metropolitní muzeum, Brooklynské muzeum, New-York Historical Society, Cooper-Hewitt Design Museum, Muzeum moderního umění; z mimoamerických pak Britské muzeum a Victoria and Albert Museum v Londýně nebo berlínské Bröhan Museum a mnoho dalších.
V 80. letech uspořádalo Musée des arts décoratifs ve spolupráci se Smithsonovým institutem putovní retrospektivní výstavu k padesátému výročí tvorby Evy Zeisel; tehdy byla její díla vystavována napříč USA, Evropou a Ruskem. Další retrospektivní výstava se konala v roce 2004, tentokrát postupně v amerických muzeích Knoxville Museum of Art, Milwaukee Art Museum, High Museum of Art v Atlantě a Hillwood Estate, Museum & Gardens ve Washingtonu D.C.
V letech 2005–2007 pořádalo Erie Art Museum v Pasadeně dlouhodobou výstavu Eva Zeisel: The Shape of Life. U příležitosti jejích stých narozenin v roce 2006 uspořádalo The Mingei International Museum v San Diegu výstavu Eva Zeisel: Extraordinary Designer at 100, zachycující průřez jejím dílem. Podobnou výstavu uspořádala také galerie Pratt Institutu.

## Ocenění
- cena za celoživotní dílo od Cooper-Hewett National Design Museum (2005)
- Maďarský záslužný kříž (2004)[7]
- cena Pratt Legends od Společnosti průmyslového designu a Alfred University (2001)[7]
- Binns medal za mistrovství v&oblasti umělecké keramiky od Alfred University, NY (1998)[14]
- čestná členka Královské společnosti průmyslových designérů (nejvyšší vyznamenání udělované ne-Britům, 2004) a Americké hrnčířské společnosti[7]
- nositelka čestných doktorátů z Parsons (New School) (1991), Rhode Island School of Design (2005), Královské akademie umění (1988) a Maďarské umělecké univerzity (2004)[7]
- ve Schrambergu je po ní pojmenovaná ulice (2001)[7]